# Elecciones generales de Curazao de 2007
Elecciones generales tuvieron lugar en Curazao el 20 de abril de 2007 para elegir a los miembros del Consejo de la Isla.

## Resultados
| Partido                                          | Líder del partido                   | Votos   | %     | Escaños | +/–   |
| ------------------------------------------------ | ----------------------------------- | ------- | ----- | ------- | ----- |
| Partido Antiá Restrukturá (PAR)                  | Emily de Jongh-Elhage               | 20 862  | 28,02 | 7       | +2    |
| Movishon Antia Nobo (MAN)                        | Charles Cooper                      | 13 923  | 18,70 | 5       | +3    |
| Partido Frente Obrero Liberashon 30 Di Mei (FOL) | Anthony Godett                      | 7 648   | 10,27 | 2       | –6    |
| Partido Nashonal di Pueblo (PNP)                 | Ersilia De Lannooy                  | 7 558   | 10,15 | 2       | 0     |
| Lista Niun Paso Atrás (LNPA)                     | Nelson Pierre                       | 6 304   | 8,47  | 2       | +1    |
| Pueblo Soberano (PS)                             | Helmin Wiels                        | 5 494   | 7,38  | 1       | Nuevo |
| Forsa Kòrsou (FK)                                | Nelson Navarro                      | 4 932   | 6,63  | 1       | Nuevo |
| Democratische Partij (DP)                        | Norbert George                      | 3 813   | 5,12  | 1       | +1    |
| Un Pueblo Nobo (UPN)                             | Josephine Bakhuis-Trinidad          | 1 651   | 2,22  | 0       | 0     |
| Partido Laboral Krusada Popular (PLKP)           | Errol Cova                          | 1 227   | 1,65  | 0       | –3    |
| MSL                                              | Cesar Prince                        | 1 032   | 1,39  | 0       | Nuevo |
| Votos en blanco/nulos                            | Votos en blanco/nulos               | 469     | –     | –       | –     |
| Total                                            | Total                               | 74 913  | 100   | 21      | 0     |
| Electores registrados/participación              | Electores registrados/participación | 112 541 | 66,57 | –       | –     |
| Fuente: Hoofdstembureau, The Daily Herald        |                                     |         |       |         |       |